# Figura św. Jana Nepomucena w Buczaczu
Figura św. Jana Nepomucena w Buczaczu – barokowy przydrożny pomnik z rzeźbą św. Jana Nepomucena z 1750 r. w Buczaczu.

## Historia
Pomnik (figura) zaprojektowany przez architekta Bernarda Meretyna, wykonany przez majstra Pinsla, ufundowany przez  Mikołaja Bazylego Potockiego, starostę kaniowskiego, właściciela Buczacza. Został częściowo zniszczony przez Sowietów w 1947 r. Zniszczone elementy zrekonstruował w 2007 r. ukraiński rzeźbiarz Roman Wilhuszynśkyj dzięki finansowemu wsparciu miejscowego przedsiębiorcy Wasyla Babały. Na cokole znajduje się herb Pilawa z inicjałami M P S K oznaczającymi fundatora: Mikołaja Potockiego Starostę Kaniowskiego i inskrypcja Mihi autem absit gloriosi nisi in cruce Domini (Nie daj Boże, bym się miał chlubić z czego innego, jak tylko z krzyża Pana naszego, Ga 6,14). 
Figura znajduje się między ulicami Strypną a Hruszewskiego, w kierunku wsi Podzameczek. Stoi przodem do ul. Strypnej.